# Kràsnaia Zvezdà (Kovalévskoie)
|  | Per a altres significats, vegeu «Kràsnaia Zvezdà». |

Kràsnaia Zvezdà - Красная Звезда (rus) - és un khútor del krai de Krasnodar, a Rússia. Es troba a la vora dreta del riu Kuban, davant de Leskhoz. És a 11 km al nord de Novokubansk i a 164 km a l'est de Krasnodar. Pertany al poble de Kovalévskoie.